# Rick Astley
Richard Paul Astley és un cantant, compositor i músic anglès, va nàixer el dia 6 de febrer de 1966, a la ciutat de Newton-le-Willows, districte metropolità de St Helens, comtat de Lancashire.

## Biografia
Abans d'esdevenir una de les estrelles del pop juvenil dels anys 80, Rick Astley va començar la seva carrera el 1985 tocant la bateria a un grup de soul anomenat FBI. En aquest període va ser descobert pel productor musical Peter Waterman, membre del grup de productors i compositors Stock, Aitken i Waterman, responsables del llançament internacional d'artistes de pop i dance, com Kylie Minogue, Bananarama, Samantha Fox i Jason Donovan; Waterman el va convèncer perquè es traslladara a Londres a treballar als estudis PWL, on aprengué les tècniques bàsiques dels estudis de gravació.
Rick Astley va començar la seua carrera el 1985, influenciat pel soul i per la música disco. Degut al timbre profund de la seua veu de baríton, durant molt de temps la gent pensà que Rick era simplement un actor que es limitava a fer play-back sobre la veu d'un cantant de raça negra; l'encarregat de desfer eixes falses acusacions va ser el seu germà Mark Astley.
Després d'un primer senzill ("When You Gonna", amb la cantant Lisa Carter), Rick Astley saltà al cim de les llistes d'èxits amb el single "Never Gonna Give You Up", publicat el 1987 i que el va fer internacionalment conegut, als 21 anys; aquest senzill va ser el més venut del Regne Unit en aquell any i Rick va ser el segon cantant més jove del Regne Unit a aconseguir-hi un número 1 (el primer de la llista és George Michael als 20 anys, el 1986, amb "Careless Whispers"). El seu àlbum estrella, titulat Whenever You Need Somebody —que incloïa "Never Gonna Give You Up" i diverses altres peces compostes pels productors Stock, Aitken i Waterman i pel mateix Rick Astley— també va arribar al número 1 de les llistes britàniques i, a l'any següent, el 12 de març de 1988, al cim de les llistes nord-americanes al mateix temps en què un altre single "Together Forever" també conqueria el primer lloc. Segons la RIAA -(Recording Industry Association of America)-, "Whenever You Need Somebody" va vendre més de 2 milions de còpies.
L'any següent, 1988, Rick publicà el seu nou disc, Hold me In Your Arms, amb més cançons pròpies. Els senzills "She wants to dance with me", "Take me to your heart" i, especialment, "Hold me in your arms", continuaren la ratxa d'èxits del disc anterior i assoliren posicions de privilegi a les llistes europees, però als Estats Units l'àlbum no va igualar l'èxit del seu predecessor. El 1989, Rick va ser nominat al Premi Grammy en la categoria de Millor artista novell de l'any, encara que va perdre el premi que fou per a Tracy Chapman.
Després de la publicació de "Hold me in your arms" Rick Astley es va cansar de la línia de producció imposada pels seus productors; en conseqüència, es va desvincular de Stock, Aitken i Waterman, que li produïen des de l'inici de la seua carrera, i passà a compondre i produir els seus propis discos, deixant un poc de banda el costat ballable i aprofundint en la seua verdadera passió musical, la música soul. El 1991, Rick llançà el seu tercer àlbum, titulat Free, amb un estil més personal i més orientat cap a la música soul. Si bé la balada "Cry for Help" aconseguí entrar als Top 10 britànic i nord-americà, els senzills posteriors ("Move right out" i "Never knew love") no tingueren el mateix èxit. Rick Astley continuà explorant la seva passió pel soul en el seu següent disc, Body and Soul (1993); després de la seva edició, Rick va restar inactiu durant quasi 10 anys. El 2002 tornà a l'actualitat musical amb l'àlbum de remescles Keep It Turned On, que conté l'èxit "Sleeping".
El 2005, Rick publicà Portrait, un àlbum de versions dels seus clàssics preferits del soul. "Portrait" inclou cançons com "Vincent (Starry Starry Night)", de Don McLean, "Close to You", composició de Burt Bacharach (encara que va ser mundialment coneguda en la veu de The Carpenters) i "Nature Boy", d'Eden Ahbez.
El 2007 Rick Astley va ser l'objecte d'un fenomen d'Internet; enllaços a diversos vídeos famosos portaven al vídeo de "Never Gonna Give You Up". Es considera que va rebre uns 13 milions de visites per aquesta via.
Es creu que Rick Astley té venut més de 40 milions de discos (incloent-hi singles, àlbums i recopilacions).

## Discografia

### Àlbums d'estudi
- Whenever You Need Somebody (1987)
- Hold Me in Your Arms (1988)
- Free (1991)
- Body & Soul (1993)
- Keep It Turned On (2001)
- Portrait (2005)

### Recompilacions
- Together Forever - Greatest Hits and More... (2001, reeditat el 2007)
- Greatest Hits (2002)
- The Best of Rick Astley - Never Gonna Give You Up (2003)
- Love Songs (2004)
- The Best Of (Platinum & Gold Collection) (2004)

### Especials i Rareses
- Original Hit Singles (4 Cançons) (1989)
- Wonderful You (Material Promocional editat als EUA) (1989)
- 12" Collection (edició especial japonesa) (1990
- Dance Mixes (edició especial japonesa) (1990)
- Remixes & B-Sides Vol.1 (edició brasilera) (2002)
- Remixes & B-Sides Vol.2 (edició brasilera) (2002)
- Keep It Turned On (Material Promocional) (2002)
- 12 Inch Collection (edició especial japonesa) (2004)

## Guardons
Nominacions
- 1989: Grammy al millor nou artista